# Justin Russolillo
Justin Russolillo (1891 - 1955), aussi appelé Justin Marie de la Très Sainte Trinité, est un prêtre italien, fondateur des vocationnistes et des sœurs des divines vocations. Il est  vénéré comme saint par l'Église catholique, et fêté le 2 août. 

## Biographie
Giustino Russolillo naît à Naples le 18 janvier 1891. Attentif dès son plus jeune âge à la pratique religieuse, il entre à l'âge de 10 ans au petit séminaire diocésain de Pouzzoles. Ordonné prêtre le 20 septembre 1913, il est nommé curé de l'église San Giorgio Martire de Naples.
Conscient de la sécularisation de la société et des difficultés du ministère sacerdotal, il fonde en 1920 la Société des divines vocations, destinée à accueillir, former et accompagner les vocations sacerdotales et les vocations à la vie religieuse. L'année suivante, les sœurs des divines vocations sont fondées, pour aider et collaborer avec les prêtres dans leur ministère. Des associations de laïcs souhaitant participer au charisme de don Russolillo verront aussi le jour.
Giustino Russolillo multipliait les œuvres apostoliques : développement de ses instituts, écrits, formation, prédication. Son intense vie spirituelle tournait autour d'une profonde dévotion pour la Sainte Trinité. Considérant que le fondateur estimait que la sainteté était accessible à chaque homme, les vocationnistes fondent dans cet esprit, après sa mort, l'Institut des Apôtres de la sanctification universelle.
Il meurt le 2 août 1955 à Naples, emporté par une leucémie.

## Vénération

### Béatification

#### Enquête sur les vertus
La cause pour la béatification de Justin Russolillo débute le 15 décembre 1977 à Naples. L'enquête diocésaine récoltant les témoignages sur sa vie se clôture en 1988 et envoyée à Rome pour y être étudiée par la Congrégation pour les causes des saints.
Le 18 décembre 1997, le pape Jean-Paul II reconnaît les vertus héroïques de Justin Russolillo, lui attribuant le titre de vénérable.

#### Reconnaissance d'un miracle
- 7 mai 2011 : béatification célébrée à Naples par le cardinal Angelo Amato, représentant le pape Benoît XVI.

### Canonisation

#### Second miracle
Le 15 avril 2016, un jeune religieux vocationniste malgache fait une hémorragie cérébrale. Les conséquences semblent irréversibles. Toute la communauté vocationniste de Naples invoque don Russolillo. Le 21 avril, le jeune religieux reprend soudainement connaissance et sort totalement rétablit, sans séquelles, quelques jours plus tard.
L'enquête médicale conclut qu'aucune explication médicale ne peut justifier cette guérison. Le 27 octobre 2020, le pape François reconnaît comme authentique cette guérison attribuée à l'intercession de Justin Russollilo, et signe le décret de sa canonisation.
Il est solennellement proclamé saint le 15 mai 2022 sur la place Saint-Pierre à  Rome par le pape François.

### Culte
Saint Justin Russolillo est fêté le 2 août.
Son corps intact est exposé à la vénération des fidèles dans la crypte Giustino Russollilo, située au 14 Via Parroco Giustino Russolillo à Naples.
Au début du mois d'août, sa châsse est portée en procession dans les rues de Naples.